# Jung Seung-hyun
Yu In-soo (kor. 정승현; * 3. April 1994) ist ein südkoreanischer Fußballspieler.

## Karriere

### Verein
Jung Seung-hyun erlernte das Fußballspielen in den Schulmannschaften der Icheon Elementary School und der Icheon Middle School, in der Jugendmannschaft von Ulsan Hyundai sowie in der Universitätsmannschaft der Yonsei University. Seinen ersten Profivertrag unterschrieb er am 1. Januar 2015 bei seiner Jugendmannschaft Ulsan Hyundai. Das Fußballfranchise aus Ulsan spielte in der ersten südkoreanischen Liga. Für Ulsan bestritt er 49 Erstligaspiele. Im Juli 2017 zog es ihn nach Japan. Hier unterschrieb er einen Vertrag bei Sagan Tosu. Mit den Verein aus Tosu bestritt er 27 Spiele in der ersten japanischen Liga, der J1 League. Im Juli 2018 nahm ihn Ligakonkurrent Kashima Antlers aus Kashima unter Vertrag. Mit den Antlers gewann er 2018 die AFC Champions League. Hier besiegte man in den Endspielen den iranischen Vertreter FC Persepolis. Für die Antlers stand er 24-mal in der ersten Liga auf dem Spielfeld. Im Januar 2020 kehrte er in seine Heimat zurück, wo er von seinem ehemaligen Verein Ulsan Hyundai verpflichtet wurde. Im Finale des Korean FA Cup stand er im November 2020. Hier verlor man in zwei Endspielen gegen Jeonbuk Hyundai Motors. Im Dezember 2020 stand er mit Ulsan im Endspiel der AFC Champions League. Hier besiegte man Persepolis Teheran. 2020 feierte er mit dem Verein die Vizemeisterschaft. Seit März 2021 spielte er beim Gimcheon Sangmu FC. Zu den Spielern des Vereins zählen südkoreanische Profifußballer, die ihren zweijährigen Militärdienst ableisten. Nach dem Militärdienst wird er voraussichtlich im September 2022 zu Seongnam zurückkehren.

### Nationalmannschaft
Jung Seung-hyun spielte 2015 fünfmal für die südkoreanische U22-Nationalmannschaft. Für die U23 stand er 2016 dreimal auf dem Spielfeld. Mit der Olympiamannschaft nahm er 2016 an den Olympischen Sommerspielen in Rio de Janeiro, Brasilien, teil. Hier wurde man Gruppensieger und zog ins Viertelfinale ein. Im Viertelfinale verlor man gegen das Team aus Honduras mit 0:1. Seit 2017 spielt er für die südkoreanische A-Nationalmannschaft. Mit dem Team nahm er an der Ostasienmeisterschaft 2017 in Japan teil. Das Turnier schloss mal als Sieger ab.

## Erfolge

### Verein
Kashima Antlers
- AFC Champions League: 2018

Ulsan Hyundai
- AFC Champions League: 2020
- K League 1: 2020 (Vizemeister)
- Korean FA Cup: 2020 (Finalist)

### Nationalmannschaft
Südkorea
- Ostasienmeisterschaft: 2017